# اسکای بت
 اسکای بت یک شرکت قماربازی اماراتی مستقر در انگلیس است که متعلق به گروه The Stars است و دارای دفتر مرکزی در لیدزیونایتد، یورکشایر غربی و دفاتر در شفیلد، لندن، گورنزی، روم و آلمان است.

## اسکای بت

آرم Sky Bet از اکتبر ۲۰۱۷ استفاده شده است.

اسکای بت بخش شرط‌بندی ورزشی Sky Betting & Gaming است که اکثر عملیات آن از لیدز انجام می‌شود. این شرکت اجازه می‌دهد شرط‌بندی را از طریق وب سایت، تلفن، برنامه‌های تلفن همراه و تلویزیون تعاملی خود از طریق Sky انجام دهد. دراوت سال ۲۰۱۱اسکای بت اپل آیفون و آی پد اپل خود را راه اندازی کرد و تمامی بازارها نیز از طریق دستگاه‌های اندرویدی در دسترس هستند.

## کازینو

آرم Sky Casino از فوریه ۲۰۱۸ استفاده شده است.

Sky Casino سایت برتر کازینو آنلاین این شرکت با تمرکز بر روی بازی‌های میز زنده است.

## پوکر

آرم Sky Poker از فوریه ۲۰۱۸ استفاده شده است.

اسکای پوکر بخش پوکر آنلاین این شرکت است که به کاربران امکان می‌دهد پوکر را در وب سایت خود با استفاده از یک مرورگر یا از طریق مشتری قابل بارگیری خود پخش کنند. Sky Poker همچنین از ماه مه سال ۲۰۱۴ دارای یک برنامه تلفن همراه است که به کاربران امکان می‌دهد پوکر را در حال حرکت انجام دهند.

## بازی شبیه لوتو

آرم Sky Bingo از فوریه ۲۰۱۸ استفاده شده است.

بینگ یک بخش فرعی بینگو آنلاین است..

## لوتو

آرم Sky Lotto از زمان عرضه آن در ژوئن ۲۰۱۹ استفاده شده است.

Sky Lotto محصولی لوتو آزاد برای بازی است که به مشتریان اجازه می‌دهد ۶ شماره از ۴۹ را انتخاب کنند و شرط‌بندی را بر روی نتیجه قرعه کشی قرار دهد.